# Erysimum ghiesbreghtii
Erysimum ghiesbreghtii là một loài thực vật có hoa trong họ Cải. Loài này được Donn.Sm. mô tả khoa học đầu tiên năm 1914.